# قسم زين أباد الريفي (مقاطعة بوئين زهرا)
قسم زين أباد الريفي (بالفارسية: دهستان زین آباد) هي منطقة ريفية تقع في إيران في ناحية شال. يقدر عدد سكانها بـ 3,958 نسمة .